# حرق كهربائي

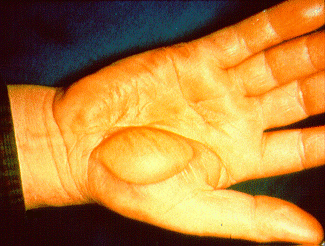
حرق كهربائي على يد

حرق الكهربائي هو حرق ينتج من الكهرباء التي تمر عبر الجسم مما يتسبب في إصابة سريعة. يتم الإبلاغ عن ما يقرب من 1,000 حالة وفاة في السنة بسبب الإصابات الكهربائية في الولايات المتحدة، بمعدل وفيات من 3-5% تختلف الحروق الكهربائية عن الحروق الحرارية أو الكيميائية لأنها تتسبب في أضرار تحت الجلد. يمكن أن تتسبب في تلف السطح بشكل حصري، ولكن في كثير من الأحيان تكون الأنسجة العميقة تحت الجلد قد تعرضت لأضرار بالغة. ونتيجة لذلك، يصعب تشخيص الحروق الكهربائية بدقة، ويقلل كثير من الناس من حدة الحروق. في الحالات القصوى، يمكن أن تسبب الكهرباء صدمة للدماغ، إجهاد للقلب، وإصابة أعضاء أخرى.
لتصنيف الحرق على أنه كهربائي، يجب أن تكون الكهرباء السبب المباشر. على سبيل المثال، حرق إصبع على مكواة بخارية كهربائية ساخنة سيكون حراريًا وليس كهربائيًا. وفقًا لقانون جول الأول: الكهرباء المارة من خلال المقاومة تولد الحرارة، لذلك لا يوجد تيار يدخل الجسم في هذا النوع من الحروق. وبالمثل، فإن الحريق الذي يُعتقد أنه في الأصل «كهربائي»، لا يعني بالضرورة أن أي إصابات أو وفيات ناتجة عن حروق كهربائية. ما لم يصب شخص في اللحظة التي اندلع فيها الحريق، فمن غير المحتمل أن تحدث أي حروق كهربائية.

## الأسباب
يمكن أن يكون سبب الحروق الكهربائية مجموعة متنوعة من الطرق مثل لمس أو الإمساك بالأجسام الحية التي تعمل بالكهرباء، والدائرة القصيرة، وإدخال الأصابع في المقابس الكهربائية، والسقوط في الماء المكهرب. ضربات الصواعق هي أيضًا سبب الحروق الكهربائية، ولكن هذا حدث أقل شيوعًا. مع التقدم التكنولوجي، أصبحت الإصابات الكهربائية أكثر شيوعًا وهي رابع سبب رئيسي للوفاة الرضحية المرتبطة بالعمل. يرتبط ثلث جميع الصدمات الكهربائية ومعظم الإصابات ذات الجهد العالي بالوظيفة، وأكثر من 50 ٪ من هذه الإصابات ناتجة عن ملامسة خط الكهرباء. يمكن تصنيف الحروق الكهربائية إلى خمس فئات، وقد تظهر أي مجموعة من هذه الفئات على ضحية الحروق الكهربائية:

### حرق الجهد المنخفض
يتم تصنيف الحرق الناتج عن التلامس مع مصدر طاقة 500 فولت أو أقل على أنه حرق منخفض الجهد. التيار عند هذا الجهد ليس كافيًا لإحداث تلف في الأنسجة على طول مساره إلا في موقع الاتصال. قد يكون هذا النوع من الحروق خفيفًا أو سطحيًا أو شديدًا حسب وقت التلامس.

### حرق الجهد العالي
هذا الحرق شديد للغاية حيث يقوم الضحية باتصال مباشر مع مصدر الجهد العالي والضرر يمتد في جميع أنحاء الجسم. الإصابات الخارجية مضللة لأن معظم الضرر يحدث تحت الجلد. في هذه الحالة، تتلف أنسجة تحت الجلد بشدة.

### حرق القوس
يحدث هذا النوع من الحروق عندما تمر الطاقة الكهربائية من منطقة مقاومة عالية إلى منطقة مقاومة منخفضة. لا يلزم تلامس مع حرق القوس لأن الكهرباء تؤين جزيئات الهواء لإكمال الدائرة. يمكن أن تصل الحرارة المتولدة إلى 4000 درجة مئوية - ساخنة بما يكفي لتبخير المعدن وإشعال ملابس الضحية. يبدد شكل من أشكال الانفجار الطاقة الزائدة من القوس. بالإضافة إلى ذلك، يمكن أن ينتج القوس ذو التيار العالي انفجار موجة ضغط يزيد عن 1000 رطل لكل بوصة مربعة من الضغط. هذا يمكن أن يلقي الضحية ويسبب إصابات خطيرة.

### حرق فلاش
تحدث حروق الفلاش بسبب الأقواس الكهربائية التي تمر فوق الجلد. يمكن للحرارة الشديدة وضوء الفلاش القوسي أن يسبب حروقًا شديدة في جزء من الثانية. على الرغم من أن الحروق على الجلد سطحية إلى حد كبير وتغطي مساحة كبيرة، إلا أن الأنسجة تحت الجلد غير متضررة ولا تتأثر بشكل عام. ويحدث هذا عادة عندما تردد من AC التيار هو أعلى بكثير من 50 أو 60 هرتز المستخدمة في البرية التوزيع الكهربائي نظم (كما هو الحال في الطائرات).

### حرق اللهب
تحدث حروق اللهب بسبب الاتصال بالأجسام التي أشعلها مصدر كهربائي عند ربطها بحروق الفلاش والقوس. حروق فموية. يحدث هذا بسبب عض أو امتصاص الأسلاك الكهربائية، وغالبًا ما يحدث للأطفال. يمر التيار الكهربائي عادة من جانب واحد من فم الطفل إلى الجانب الآخر، مما قد يسبب تشوهًا.

## الفيزيولوجيا المرضية
أربعة عوامل تحدد الكهربائية شدة الأضرار الناجمة عن الحروق الكهربائية: الجهد، التيار، المقاومة، والتردد. تعتمد شدة الحرق أيضًا على المسار الذي يسلكه التيار عبر الجسم.  بشكل عام، سيتبع مسار التيار مسار الأنسجة الأقل مقاومة: أولاً الأوعية الدموية والأعصاب والعضلات، ثم الجلد والأوتار والدهون والعظام.  الأكثر شيوعًا هو أن الإصابات الكهربائية تضر بالأطراف الخارجية بشكل أساسي، ولكن الأجزاء الأكثر خطورة من الجسم قد تتأثر أيضًا مما يسبب مضاعفات شديدة.
عندما يتلامس الجسم مع مصدر كهربائي، يصبح جزءًا من الدائرة الكهربائية. على هذا النحو، يحتوي التيار على نقطة دخول وخروج عند نقطتين مختلفتين على الجسم. تميل نقطة الدخول إلى الجلد في حين أن جرح الخروج عادة ما يكون أكثر اتساعًا وانفجارًا. الصعب تشخيص الحروق الكهربائية بدقة لأن جروح الدخول والخروج فقط مرئية والضرر الداخلي ليس كذلك.

## الوقاية

### السلامة الكهربائية الاساسية
فيما يلي بعض الأمثلة على الممارسات غير الآمنة التي يمكن أن تؤدي إلى إصابة كهربائية (هذه القائمة ليست شاملة):
- استخدام الأجهزة الكهربائية أثناء البلل (الاستحمام والاستحمام وما إلى ذلك) لأن السباكة غالبًا ما تكون متصلة بالأرض الكهربائية، ويفقد الجلد الرطب الكثير من مقاومته. استثناء للأجهزة الحديثة عالية الجودة المخصصة للحمام عند عدم الاستحمام أو الاستحمام أو التواجد في مسار المياه للذهاب إلى السباكة أو لمس الخرسانة العارية أو الصفائح المعدنية. يعد الوقوف على سجادة أو سجادة جافة مثاليًا.
- يجب أن تحتوي جميع منافذ التيار الكهربائي على غطاء جدار لتجنب لمس الجوانب المكهربة بين الجدار والمخرج عن طريق الخطأ. هذا مهم بشكل خاص للأطفال، حيث يمكن لأصابعهم الصغيرة الوصول بسهولة إلى هذه الفجوة على طول الجوانب.
- استخدام أجهزة كهربائية تعمل بالتيار المتردد حول أحواض الاستحمام وأحواض السباحة وأحواض الاستحمام الساخنة وما إلى ذلك مع خطر سقوط الجهاز في الماء والتسبب في الصعق بالكهرباء. فقط الأجهزة التي تعمل بالبطارية هي امنة.
  -     - عدم استخدام مقابس سلامة الأطفال في جميع المنافذ، وإبعاد الأطفال عن الأسلاك الكهربائية.
    - تعديل أطراف سلك كهربائي عريض جدًا أو تضييقها بأطراف أصابعك مع توصيل السلك بمصدر التيار الكهربائي في نفس الوقت. يوفر قابس الطاقة المستخدم في المملكة المتحدة وبعض دول الكومنولث حماية محدودة (النوع G ، مع عزل النصف السفلي من الشوكات الحية)، ولكن جميع المكونات الأخرى لا تفعل ذلك.
    - عدم اتباع تعليمات سلامة الشركة المصنعة للأجهزة الكهربائية. يتضمن ذلك عدم استخدام أي جهاز كهربائي وسلك كهربائي تالف وفصله فورًا. إذا تعذر القيام بذلك بأمان (أي أن التلف قريب جدًا من القابس)، فيجب إيقاف تشغيل قاطع الدائرة مسبقًا.
    - لمس مناطق معدنية في جهاز كهربائي يعمل بالتيار المتردد وفي نفس الوقت لمس الحنفيات أو أنابيب المياه أو جهاز معدني آخر أو حتى غمرها جزئيًا في الماء (بما في ذلك القدمين الرطبة). يمكن أن يؤدي ذلك إلى تأريض الجسم من خلال المعدن أو الماء، مع خطر أن يكون الجهاز المعيب «ساخنًا» كهربائيًا على غلافه الخارجي أو هيكله.
    - عدم تركيب منافذ قواطع دوائر خطأ الأرض (GFCI) أو قواطع الدائرة في جميع المناطق بأرضية من السباكة أو الأرضيات الخرسانية المكشوفة أو المعرضة للعناصر أو في الهواء الطلق بواسطة كهربائي مؤهل. (يوجد بالفعل العديد من المنازل الحديثة مثبتة مسبقًا على هذه الأجهزة.) تشغيل سلك تمديد من مناطق غير GFCI مثل غرف النوم والممرات يهزم ميزة الأمان هذه. لا يمكن منع الحروق الفموية (أعلاه) بواسطة GFCI.
    - بجانب المسبح، عدم وجود عمود أو شبكة من الألياف الزجاجية غير المعدنية في متناول اليد لسحب شخص ما إلى بر الأمان في حالة كهربة مياه المسبح، ولا يزال الضحية واعيًا. علاوة على ذلك، لعدم معرفة مكان وجود قواطع الدائرة للمسبح.
    - عدم تثبيت GFCI من نوع «التغذية من خلال» لجميع الأجهزة الكهربائية التي تعتبر جزءًا لا يتجزأ من حمام السباحة، أو عدم اختباره أسبوعيًا. هذا مصدر قلق خاص بسبب استخدام الأضواء والمضخات الكهربائية حيث ينغمس الأشخاص في الماء. يحتوي GFCI على الأزرار النموذجية «اختبار» و «إعادة تعيين»، ولكن لا توجد منافذ توصيل. نظام 12 فولت أكثر أمانًا، على الرغم من أنه ليس مضمونًا، لأنه متصل في نهاية المطاف بشبكات التيار الكهربائي 120/240 فولت. معظم الصدمات الكهربائية تأتي من بشكل غير صحيح على الأرض أو المستعبدين الاضواء. يمكن أن يرسل هذا تيارًا كهربائيًا من خلال ضوء المجمع حتى لو لم يكن قيد التشغيل.
    - استخدام مكنسة كهربائية عادية في المناطق الرطبة أو الرطبة. فقط «بطالة رطبة» مناسبة لهذا الغرض. الإفراط في ملء حاوية الجمع غير آمنة أيضًا.
    - عدم مضاعفة التحقق من القطبية قبل البدء في القفز، أو محاولة القفز على بطارية مجمدة. على الرغم من أن البطاريات 12 فولت المستخدمة في المركبات ذات جهد آمن، إلا أن الدائرة القصيرة يمكن أن تسبب أنواعًا مختلفة من الحروق والانفجار.
    - الفشل في استبدال الأجهزة عالية المخاطر في العقود الماضية بأجهزة جديدة (المثاقب الكهربائية السلكية المحمولة باليد، ومجففات الشعر، وما إلى ذلك)
    - لا تستفسر عن الجهد عند السفر إلى الخارج للمقيمين في الأمريكتين، اليابان، وتايوان (البلدان مع 110-125 فولت). وهذا يشمل السفر بين الأمريكيين، حيث تستخدم عدد قليل من البلدان 220-240 فولت. A مطابقة المقبس الكهربائي (الطاقة الرئيسية) لا لا يعني بالضرورة أن الجهد هو نفس بلد منزل واحد. يؤدي مضاعفة الجهد إلى زيادة خطيرة جدًا في الطاقة والحرارة بمقدار أربعة أضعاف. عدم التحقق من أن الأجهزة الصغيرة ذات الجهد المزدوج تم تعديلها بشكل صحيح لـ 220-240 فولت أمر غير آمن أيضًا.
    - الاقتراب من خط الكهرباء أو أسفله، حتى إذا لم يكن هناك اتصال مباشر بالسلك. أيضًا، عدم البقاء داخل سيارتك وانتظار الإنقاذ في حالة سقوط خط كهرباء عليها. استخدام مقابس سلامة الأطفال في جميع المنافذ، وإبعاد الأطفال عن الأسلاك الكهربائية.

  - تعديل أطراف سلك كهربائي عريض جدًا أو تضييقها بأطراف أصابعك مع توصيل السلك بمصدر التيار الكهربائي في نفس الوقت. يوفر قابس الطاقة المستخدم في المملكة المتحدة وبعض دول الكومنولث حماية محدودة (النوع G ، مع عزل النصف السفلي من الشوكات الحية)، ولكن جميع المكونات الأخرى لا تفعل ذلك.
  - عدم اتباع تعليمات سلامة الشركة المصنعة للأجهزة الكهربائية. يتضمن ذلك عدم استخدام أي جهاز كهربائي وسلك كهربائي تالف وفصله فورًا. إذا تعذر القيام بذلك بأمان (أي أن التلف قريب جدًا من القابس)، فيجب إيقاف تشغيل قاطع الدائرة مسبقًا.
  - لمس مناطق معدنية في جهاز كهربائي يعمل بالتيار المتردد وفي نفس الوقت لمس الحنفيات أو أنابيب المياه أو جهاز معدني آخر أو حتى غمرها جزئيًا في الماء (بما في ذلك القدمين الرطبة). يمكن أن يؤدي ذلك إلى تأريض الجسم من خلال المعدن أو الماء، مع خطر أن يكون الجهاز المعيب «ساخنًا» كهربائيًا على غلافه الخارجي أو هيكله .
  - عدم تركيب منافذ قواطع دوائر خطأ الأرض (GFCI) أو قواطع الدائرة في جميع المناطق بأرضية من السباكة أو الأرضيات الخرسانية المكشوفة أو المعرضة للعناصر أو في الهواء الطلق بواسطة كهربائي مؤهل . (يوجد بالفعل العديد من المنازل الحديثة مثبتة مسبقًا على هذه الأجهزة.) تشغيل سلك تمديد من مناطق غير GFCI مثل غرف النوم والممرات يهزم ميزة الأمان هذه. لا يمكن منع الحروق الفموية (أعلاه) بواسطة GFCI.
  - بجانب المسبح، عدم وجود عمود أو شبكة من الألياف الزجاجية غير المعدنية في متناول اليد لسحب شخص ما إلى بر الأمان في حالة كهربة مياه المسبح، ولا يزال الضحية واعيًا. علاوة على ذلك، لعدم معرفة مكان وجود قواطع الدائرة للمسبح.
  - عدم تثبيت GFCI من نوع «التغذية من خلال» لجميع الأجهزة الكهربائية التي تعتبر جزءًا لا يتجزأ من حمام السباحة، أو عدم اختباره أسبوعيًا. هذا مصدر قلق خاص بسبب استخدام الأضواء والمضخات الكهربائية حيث ينغمس الأشخاص في الماء. يحتوي GFCI على الأزرار النموذجية «اختبار» و «إعادة تعيين»، ولكن لا توجد منافذ توصيل. نظام 12 فولت أكثر أمانًا، على الرغم من أنه ليس مضمونًا، لأنه متصل في نهاية المطاف بشبكات التيار الكهربائي 120/240 فولت. معظم الصدمات الكهربائية تأتي من بشكل غير صحيح على الأرض أو المستعبدين الاضواء. يمكن أن يرسل هذا تيارًا كهربائيًا من خلال ضوء المجمع حتى لو لم يكن قيد التشغيل.
  - استخدام مكنسة كهربائية عادية في المناطق الرطبة أو الرطبة. فقط «بطالة رطبة» مناسبة لهذا الغرض. الإفراط في ملء حاوية الجمع غير آمنة أيضًا.
  - عدم مضاعفة التحقق من القطبية قبل البدء في القفز، أو محاولة القفز على بطارية مجمدة. على الرغم من أن البطاريات 12 فولت المستخدمة في المركبات ذات جهد آمن، إلا أن الدائرة القصيرة يمكن أن تسبب أنواعًا مختلفة من الحروق والانفجار.
  - الفشل في استبدال الأجهزة عالية المخاطر في العقود الماضية بأجهزة جديدة (المثاقب الكهربائية السلكية المحمولة باليد، ومجففات الشعر، وما إلى ذلك)
  - لا تستفسر عن الجهد عند السفر إلى الخارج للمقيمين في الأمريكتين، اليابان، وتايوان (البلدان مع 110-125 فولت). وهذا يشمل السفر بين الأمريكيين، حيث تستخدم عدد قليل من البلدان 220-240 فولت. A مطابقة المقبس الكهربائي (الطاقة الرئيسية) لا لا يعني بالضرورة أن الجهد هو نفس بلد منزل واحد. يؤدي مضاعفة الجهد إلى زيادة خطيرة جدًا في الطاقة والحرارة بمقدار أربعة أضعاف. عدم التحقق من أن الأجهزة الصغيرة ذات الجهد المزدوج تم تعديلها بشكل صحيح لـ 220-240 فولت أمر غير آمن أيضًا.
  - الاقتراب من خط الكهرباء أو أسفله، حتى إذا لم يكن هناك اتصال مباشر بالسلك. أيضًا، عدم البقاء داخل سيارتك وانتظار الإنقاذ في حالة سقوط خط كهرباء عليها.

## العلاج أو المعاملة

### إسعافات أولية
يجب عدم لمس المريض المحروق كهربائيًا أو معالجته حتى يتم إزالة مصدر الكهرباء.  غالبًا ما تتجاوز الإصابات الكهربائية الحروق وتشمل عدم انتظام ضربات القلب، مثل الرجفان البطيني. تشمل علاجات الإسعافات الأولية تقييم وعي الضحية وتقييم النبض والدورة الدموية وعلاج الحروق.

### العلاج في المستشفيات
عادة، يكون لمريض الحروق الكهربائي منطقة سطح متأثرة أقل من مرضى الحروق الآخرين، ولكن مخاطر المضاعفات أعلى بكثير بسبب الإصابة الداخلية.  غالبًا ما تتطلب الأنسجة الداخلية التالفة دخول المستشفى. إذا لم يتم علاج هذا النسيج التالف يمكن أن يسبب مضاعفات (مثل الغنغرينا الغازية من الأنسجة الميتة أو فقدان تدفق الدم إلى الأطراف) وقد تحتاج أجزاء الجسم المتضررة إلى البتر. الإزالة المتكررة للأنسجة المتضررة وإعادة التأهيل الشامل أمر شائع، في حين أن معدلات بتر الأطراف للضحايا الذين يعانون من الاتصال الكهربائي المباشر يمكن أن تصل إلى  75٪. قد يتطلب علاج الجروح الشديدة تطعيم الجلد، التنضير واستئصال الأنسجة الميتة وإصلاح الأعضاء التالفة.

### إعادة تأهيل
للحرق الكهربائي تأثير على معظم وظائف الجسم الحيوية ويرافقه العديد من الإصابات الكهربائية الأخرى ذات الصلة:
- الأضرار التي لحقت الأوردة والشرايين الذي يمكن أن يسبب نقص تروية نخر .
- تقلص لا إرادي للعضلات بسبب التداخل الكهربائي الذي يمكن أن يسبب كسور العظام والخلع.
- التدخل في التوصيل الكهربائي للأعضاء مثل القلب والأعصاب. يمكن أن يؤدي ذلك إلى النوبات، وإصابة الرئة بسبب تلف الجهاز العصبي المركزي الشديد، والسكتة القلبية .
- دفع الجسم بقوة، مما ينتج عنه إصابات مثل كسور العمود الفقري والأطراف.

يجب علاج هذه الإصابات بالإضافة إلى الحروق نفسها. في حالات نادرة جدًا، يمكن أن تسبب الصدمة الكهربائية عالية الجهد إعتام عدسة العين في عدسة العين، وانفصال الشبكية . قد يتأخر هذا لبضعة أيام أو أسابيع بعد الإصابة الأولية.